# Paul Dinichert

Dinichert anlässlich seines Antritts als Schweizer Gesandter in Berlin (1932).

Paul Dinichert (* 4. August 1878 in Muntelier; † 14. Februar 1954 in Genf) war ein Schweizer Diplomat. Er war unter anderem Schweizer Gesandter von 1932 bis 1938 in Berlin und von 1939 bis 1946 in Stockholm.

## Leben und Tätigkeit
Dinichert war der Sohn des Constant Dinichert und seiner Ehefrau Bertha, geborener Kinkelin. Nach Studien in Fribourg, Neuchâtel und Paris 1899 trat er als junger Mann in den diplomatischen Dienst der Schweiz ein. Von 1898 bis 1899 war er der Schweizer Gesandtschaft in London als Attaché zugeteilt. Anschliessend wechselte er als Gesandtschaftssekretär nach Paris, wo er bis 1904 blieb.
Von 1904 bis 1915 war Dinichert als Sekretär-Adjunkt beim Politischen Departement (Aussenministerium) in Bern tätig. Einen ersten Karrierehöhepunkt erreichte er, als er 1915 zum Gesandten der Schweiz in Argentinien und Uruguay mit Dienstsitz in Buenos Aires ernannt wurde. Diesen Posten bekleidete er bis 1917. Danach war er bis 1918 in Sondermission in Wien tätig.
Von 1918 bis 1919 war Dinichert Leiter der Abteilung für die Vertretung fremder Interessen und die Internierung beim Politischen Departement in Bern. Anschliessend amtierte er zwölf Jahre lang, von 1920 bis 1932, als Chef der Abteilung für Auswärtiges.
Im Juni 1932 trat Dinichert die Nachfolge von Hermann Rüfenacht als Schweizer Gesandter in Berlin an. 1938 wurde er auf diesem Posten durch Hans Frölicher ersetzt, nachdem er zur Persona non grata wurde. Ab 1933 stiess seine Berichterstattung über das nationalsozialistische Regime auf scharfe Kritik. In den Jahren 1939 bis 1946 amtierte er stattdessen als Schweizer Gesandter in Stockholm.
1946 wurde Dinichert Vorsitzender des Kinderhilfswerkes.
Paul Widmer beschrieb Dinichert in einer Studie seiner Laufbahn als «erfahren, arbeitsam und leistungsfähig», zudem sei er «perfekt zweisprachig» und ein meinungsklarer Mann gewesen, der gegen die «Berufskrankheiten der Diplomatie» immun gewesen sei: So habe er nichts von «floskelhafter Höflichkeit, Duckmäusertum und Intrigantenschläue» gehalten.

## Familie
Dinichert war seit 1911 mit Berthe Bivoire verheiratet, mit der er drei Kinder hatte.